# Percentatge de rebot
El percentatge de rebot (bounce rate en anglès) en analítica web és una de les mesures que es fa servir per avaluar el trànsit a una pàgina d'aterratge (landing page) d'un lloc web. Representa el percentatge d'internautes que entren al web i se'n van («reboten») en menys de 10 a 15 segons, en lloc de continuar mirant altres pàgines dins el mateix lloc web. El terme prové del moviment de la pilota que rebot en una altra direcció tantost com ha tocat el terra. Es calcula segons el temps que una persona es queda dins un lloc web. És un indicador per saber si l'usuari hi troba fàcilment el que cerca o ans al contrari, se'n va frustrat.
El percentatge de rebot és un dels indicadors de la capacitat d'una pàgina per ullprendre i acaparar l'atenció prolongada dels visitants. Normalment, ha de ser baix. Això vol dir els internautes hi miren més pàgines i passen més temps navegant dins la web. En canvi, quan és alt, això vol dir que molts visitants només hi miren poc i no emprenen cap mena d'acció. El màrqueting fa servir aquesta mesura per a avaluar la qualitat d'un web: si moltes persones se'n van tot seguit, pot ser un senyal de baixa eficàcia. És una de les poques mesures que en la majoria dels casos val més disminuir el percentatge que augmentar-lo.
Hi ha dues situacions on el percentatge no té gaire sentit: una lloc web d'una sola pàgina o una pàgina web tan clara que les persones obtenen la informació que fa menester en una sola pàgina i se'n van, com ara un diccionari.

## Fórmula
Un rebot té lloc quan un visitant només mira breument una pàgina de tot un lloc web. No hi ha un estàndard del temps mínim o màxim que el visitant ha de romandre dins la mateixa pàgina per comptabilitzar un rebot. La definició depèn del programari de seguiment analític. Un aquest context, per comparar el percentatge de rebot entre diferents llocs webs, s'ha de verificar quina definició de rebot s'hi fa servir.
{\displaystyle R_{b}={\frac {T_{v}}{T_{e}}}}
On
- Rb = percentage de rebot
- Tv = Número total dels visitants que miren només una pàgina
- Te = El nombre total de les entrades
  - Es fa servir com divisor Te el nombre total de les entrades a la pàgina en qüestió per determinar el percentatge de rebot d'una pàgina, o el nombre total de les entrades a tot el lloc web.

Un visitant rebota quan:
- Clica en un enllaç cap a una pàgina en un lloc web diferent
- Tanca una finestra oberta
- Escriu un URL nou
- Clica el botó enrere per abandonar el lloc web
- Temporitza: temps d'espera predeterminat abans que un sistema executi una acció determinada.[9] Si un visitant obre una pàgina i s'hi queda inactiu durant un cert temps, es considera com un rebot, generalment després de trenta minuts. Si el visitant continua navegant després d'aquest interval, es considera com una nova sessió.

## Interpretació
El percentatge és una mesura important per avaluar si un web ateny els objectius de l'editor: que els visitants llegeixin molta informació i que aquesta informació condueix a una acció: compra, demanda d'informació o d'hora, subscripció a un mail de notícies, signatura d'una petició en línia, clicar un enllaç cap a una altra pàgina del mateix lloc web… 
El percentatge de rebot d'una botiga en línia pot ser interpretada en correlació amb l'índex de conversió cap a la compra, i el percentatge de rebot seria aleshores les visites sense cap compra. El percentatge també pot servir quan es vol mesurar l'efecte d'un canvi de la pàgina web o per comparar la qualitat de diferents pàgines d'un mateix lloc web. Generalment, guanya sentit quan es pot construir una línia del temps per visualitzar l'evolució del percentatge. No és útil per comparar amb webs de concurrents, perquè generalment aquestes dades no són disponibles. Per un lloc comercial, s'aspira a un percentatge de 30 a 40%.
Tot i que el percentatge de rebot pot ser útil per als llocs web amb objectius de conversió ben definits que requereixen vistes de pàgines múltiples, pot ser un valor poc útil per als llocs on els visitants poden trobar el que cerquen a la pàgina d'entrada. Aquest tipus de comportament és habitual en portals web i llocs de contingut referencial. Per exemple, un visitant que cerqui la definició d'una paraula en particular pot anar a un diccionari en línia i entrar només en la pàgina de definició d'aquesta paraula. De la mateixa manera, un visitant que vulgui llegir una notícia específica pot entrar en un lloc de notícies i centrar-se en un sol article concret. Si aquesta mena de pàgines d'entrada tenen un percentatge de rebot molt alt, no és un senyal de pobre qualitat. En tals casos, la freqüència de visita i el nombre de vegades que un mateix usuari torna són millors indicadors.